# Hermann Stehr

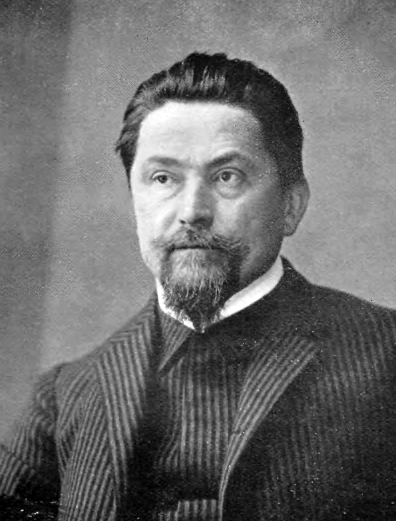
Hermann Stehr w 1911 roku

Hermann Stehr (ur. 16 lutego 1864 w Bystrzycy Kłodzkiej, zm. 11 września 1940 w Szklarskiej Porębie) – niemiecki nauczyciel i pisarz.
Hermann Stehr był synem siodlarza Roberta Stehra i nauczycielki Teresy Faber. W 1885 ukończył seminarium nauczycielskie w Bystrzycy Kłodzkiej i jeszcze w tym samym roku podjął pracę w szkole w Dzbanowie. W 1887 przeniósł się do Paszkowa. Tu napisał pierwsze nowele i w 1894 ożenił się z Hedwig Nentwig. Z tego małżeństwa pochodziło 5 synów i córka. Od 1899 uczył w szkole w Podgórzu (dziś dzielnica Wałbrzycha). W 1911 przeszedł na emeryturę.
Jesienią 1915 osiedlił się w Cieplicach Śląskich, skąd w 1926 przeniósł się do Szklarskiej Poręby Górnej, gdzie mieszkał do śmierci. Został pochowany w Bystrzycy Kłodzkiej.
Hermann Stehr był autorem licznych powieści. W swoich utworach ukazywał życie bohaterów, głównie śląskich chłopów i robotników, jako dramatyczne poszukiwanie Boga. Pisał także baśnie i liryki. Był ceniony przez nazistów jako wyraziciel niemieckiej duszy. Otrzymał wiele nagród, m.in. doktorat honoris causa Uniwersytetu Wrocławskiego, honorowe obywatelstwo Bystrzycy Kłodzkiej i Szklarskiej Poręby, Tarczę Orła Rzeszy (1934).